# Джейсон Ремесейро
Джейсон Ремесейро (ісп. Jason Remeseiro, нар. 6 липня 1994, Ла-Корунья) — іспанський футболіст, фланговий півзахисник клубу «Алавес».

## Ігрова кар'єра
Народився 6 липня 1994 року в місті Ла-Корунья. Займався у футбольній школі місцевого «Депортіво», згодом в юнацьких командах «Монтанерос» і «Расінг» (Ферроль).
2012 року перейшов до системи підготовки клубу «Леванте», а вже наступного року почав грати за його другу команду. Тоді ж дебютував за головну команду клубу, після чого здобував досвід, граючи на умовах оренди за «Вільярреал Б» та «Альбасете».
2016 року, повернувшись з оренд до «Леванте», став гравцем його основного складу. Влітку 2019 року, після завершення контракту з «Леванте», на правах вільного агента уклав угоду з іншим валенсійським клубом, «Валенсією», яка відразу ж віддала новачка в оренду до «Хетафе».
На сезон 2020/21 був заявлений вже у складі «Валенсія».